# Рени Стоянова
Рени Стоянова е българска медицинска сестра и писателка, родена на 30 юли 1957 г.
Завършва 2-годишния Институт за медицински сестри в София през 1978, омъжва се през 1979 г. Радва се на щастлив семеен живот и 2 сина, родени съответно през 1980 и 1981 г. Заедно със синовете си става студентка през 1999 г. Те записват инженерни специалности в редовно обучение, а тя – „Английска филология“ задочно.

## Медицинска сестра
Стоянова работи като медицинска сестра в продължение на 25 години.
През 2003 г. изпраща сигнал до Министерството на здравеопазването и Министерство на вътрешните работи за сериозни нередности в Хемодиализното отделение на болницата „Св. Марина“ във Варна, където работи – недокументирано провеждане на скъпо струващи диализни процедури на чужденци по време на почивката им в България, вътреболнична инфекция с хепатит, взела размерите на епидемия, опасност от заразяване на чужденците и др. Подложена на заплахи от ръководството на болницата, напуска работа. Бившите ѝ колеги и болни са сплашени да мълчат.

## Писателка
Започва да пише „Хроника на едно предизвестено напускане — хемодиализен роман“ Архив на оригинала от 2004-02-16 в Wayback Machine. в състояние на тежък шок от преживяното унижение и чувство на безсилие. Това е първата ѝ книга на български език (преди това е написала шеговито-любовния епистоларен роман на английски език „My Virtual Badwulf“ през 2000 г.
„Първата ми книга беше предназначена за един-единствен читател – мой бивш преподавател от университета. Втората – за бившите ми колеги и болни. С едната се лекувах от безперспективна любов, с втората церях мъките си от развода с бившата си професия.“ – казва тя. „Явно пиша с лечебна цел, защото още докато пиша, ми олеква. Не смятам, че съм писател. В смисъл, че не мога да обещая, че ще пиша още или че ще се развивам. Гледам на книгите си като на мои деца. Може и да са не са хубави, може дори да са с вродени дефекти, но са си мои и си ги обичам.“